# Naganohara
Naganohara (長野原町?) è una cittadina giapponese della prefettura di Gunma.